# Специјални резерват природе Паљевине
 Специјални природни резерват Паљевине се представља једино налазиште пирамидалне јеле (Abies alba pyramidalis), варијетета јеле, у Србији и на Балканском полустрву. Налази се на територији планине Јавор у  југозападној Србији, на северним падинама гребена Огоријевца. Површина коју заузима је 7,7 хектара.
Припада територији општине Сјеница, атару села Кладница.

## Уредба о проглашењу
Уредба је донета од стране Владе Србије, "Службени гласник РС", број 93 од 9. децембра 2011.
Овде су установљена два режима заштите, и то:
- Режим заштите II степена површине 4,50 хектара
- Режим заштите III степена површине 3,27 хектара

## Одлике
Основна одлика варијетета пирамидалне јеле је раст бочних грана усмерених ка горе, под оштрим углом у односу на уздужну осу дебла. Поред раније установљених седам представника ове врсте, овде је пронађено и неколико ретких врста, што говори о очуваности самог резервата. Простор је обрастао шумом букве јеле и смрче. 
Резерват је уједно и прво налазиште врсте Dryopteris remota у Републици Србији.